# 地震酔い
地震後めまい症候群（じしんごめまいしょうこうぐん、英語: post earthquake dizziness syndrome 略称: PEDS）、通称地震酔い（じしんよい）は、地震でもないのに揺れているような感覚に陥る、乗り物酔いに類似する症状である。
地震発生後に感じる視覚情報と平衡感覚とのズレや、余震に対するストレスが原因で、めまい、ふらつきなどの症状が出る。
2011年3月11日に起きた東北地方太平洋沖地震や熊本地震 (2016年)の後に多発した。専門家はその原因として、首都圏の高層ビル等で長周期地震動による揺れが起きたことや、揺れが長時間続いたこと、余震が長期にわたったことを挙げている。
2016年の熊本地震でも発生が報告された。

## 鑑別疾患
- 脳脊髄液減少症[8]